# Dustin (Oklahoma)
Dustin es un pueblo ubicado en el condado de Hughes, Oklahoma, Estados Unidos. Según el censo de 2020, tiene una población de 327 habitantes.

## Geografía
La localidad está ubicada en las coordenadas 35°16′16″N 96°1′40″O / 35.27111, -96.02778 (35.271245, -96.027826).

## Demografía
Según la Oficina del Censo en 2000 los ingresos medios por hogar en la localidad eran de $20,625 y los ingresos medios por familia eran de $24,375. Los hombres tenían unos ingresos medios de $24,167 frente a los $19,063 para las mujeres. La renta per cápita para la localidad era de $8,767. Alrededor del 35.9% de la población estaban por debajo del umbral de pobreza.
De acuerdo con la encuesta 2015-2019 de la Oficina del Censo, los ingresos medios por hogar en la localidad eran de $30,208 y los ingresos medios por familia eran de $27,917. El 41.7% de la población está en situación de pobreza.